# Никодемус Тесин Старши
Никодемус Тесин Старши (на шведски: Nicodemus Tessin den äldre, 1615 – 1681) е уважаван шведски архитект.
Известен е с проектирането на редица важни дворци и замъци на Швеция, сред които шведския кралски дворец Дротнигхолм, замъците Скоклостер и Борихолм, катедралата в град Калмар и други. Той е първият назначен на поста главен архитект на Стокхолм, който заема от 1661 година до смъртта си през 1681 г.
След смъртта му неговият син Никодемус Тесин Младши продължава работата на баща си.

## Биография
Роден е на 7 декември 1615 година в Щралзунд (днешна Германия).
Пристига в Швеция на сравнително млада възраст. Според собствените му думи е приет на работа при Улоф Йорнехувуд през 1636 година на служба по строителството на фортификационни съоръжения, трудовият му договор е от 1639 г. Назначен е като архитект (1641) в помощ на Даниел Бем за проектирането на няколко града в Норланд и фортифицирането на реки и водни канали. През 1646 г. става кралски „архитект и строител“ със задачата да представи планове за строителство в редица кралски имения.
В периода между 1650 и 1653 г. предприема пътувания до Германия, Италия, Франция и Холандия с цел запознаване с архитектурни дизайни. През 1660 г. участва в изграждането на сграда в Стокхолм заедно с Жан де ла Вале. През 1667 г. става главен архитект на Стокхолм (като продължение на по-ранен пост на главен градски архитект от 1661 г.), посветен е в рицарство (1674), става (1676) и кралски главен архитект, които постове заема до смъртта си.
Никодемус Тесин е основен архитект на множество сгради в Швеция. Първоначалният му архитектурен стил може да се оприличи на немски Ренесанс с тухлени сгради, каменни орнаменти и високи тавани. Впоследствие е повлиян от френската, холандската и италианската архитектура. По поръчка на Аксел Уксенхерна, Тесин проектира замъка Тидьо, замъка Фихолм и църквата Йедер.
След пътуванията си в Южна Европа, при завръщането му в Швеция поема редица важни архитектурни задачи, една от които е изграждането на замъка Борихолм през 1654 г. По поръчение на Карл Густав Врангел участва в плана за строеж на замъка Скоклостер през 1653 г. и на двореца Врангел на Ридархолмен. Работи съвместно с Жан де ла Вале. Тесин участва и в архитектурния проект на замъка Боот и двореца Спаре (разрушен през 1913 г.) в Стокхолм, повлияни от френската архитектура. Отделно Никодемус Тесин прави планове за изграждане на именията Еколсунд, Мелсокер, Йостер Малма, Несби. По поръчка на кралица Хедвиг Елеонора Холщайн-Готорп проектира дворците Юриксдал, Стрьомсхолм и Дротнигхолм.
Никодемус Тесин Старши умира на 24 май 1681 г. по време на строителството на Дротнингхолм и работата се поема от неговия син Никодемус Тесин Младши.

## Архитектурни проекти
|  |  |  |  |
|  |  |  |  |